# Batalha de Tarinkot (2016)
Batalha de Tarinkot ocorreu entre 7 a 11 de setembro de 2016 quando os  insurgentes talibãs lançaram uma ofensiva contra a cidade afegã de Tarinkot.

## Desenrolar
Em 7 de setembro de 2016, os talibãs capturaram vários postos avançados das forças de seguranças e chegaram assim a sete quilômetros de Tarinkot, capital da província de Uruzgan. Em 8 de setembro, o Talibã entra na cidade. Nas redes sociais, pedem aos membros das forças do governo que se rendam incondicionalmente e prometem, em troca, clemência.
As forças do governo que defendiam a cidade, com pouca comida e munição, conseguiram deter a ofensiva. Os talibãs não conseguiram capturar a prisão da cidade. Os combates envolvem o controle da sede da polícia e do Diretório Nacional de Segurança, a agência de inteligência, com os militantes chegando as proximidades da sede da polícia e do complexo do governador. As autoridades da cidade exigem reforços urgentes.  Os funcionários do governo começaram a evacuar para o Aeroporto de Tarin Kowt. Os talibãs então cercaram a cidade e reivindicaram a captura de mais de uma dúzia de postos de controle do governo.
Os combates causaram a fuga de muitos civis. Em 9 de setembro, a Força Aérea dos Estados Unidos interveio e realizou três ataques na província de Uruzgan, porém o Talibã ainda ocupa os subúrbios e permanece a apenas algumas centenas de metros do centro administrativo da cidade. Os defensores de Tarinkot, no entanto, recebem reforços e conseguem repelir os talibãs, que ainda circundam a cidade. Em 10 de setembro, as autoridades do governo declararam que os combatentes foram repelidos para 15-20 km dos centros governamentais. Em 11 de setembro, o exército afegão inicia uma ofensiva que expulsa os insurgentes da periferia de Tarinkot.